# 조반니 디 비치 데 메디치
조반니 디 비치 데 메디치(이탈리아어: Giovanni di Bicci de' Medici,1360년–1429년 2월 20일)는 피렌체 메디치 가문 출신이며, 메디치 은행 창업자인 은행가이다. 1201년에 시뇨리아로 있었던 키아리시모 디 잠부오노 데 메디치(Chiarissimo di Giambuono de' Medici)나 역사상 중요했던 1378년 치옴피의 난에 연루됐었던 살베스트로 데 메디치 같은 메디치 가문의 일원들과 다르게, 조반니의 가문 은행 설립은 피렌체에서 가문의 힘을 진정으로 성장시키기 시작했다. 그는 코시모 데 메디치의 아버지이자 피에로 디 코시모 데 메디치의 할아버지, 로렌초 데 메디치의 증조부, 코시모 1세 데 메디치의 고조부이다.

## 생애
조반니 디 비치 데 메디치는 아베라르도 데 메디치와 자코파 스피니(Jacopa Spini)의 아들로 피렌체에서 태어났다. 그가 부유한 메디치 가문의 창시자로서 여겨지지만, 그는 부유한 가문으로 태어나지는 않았다. 그의 아버지가 남긴 적은 재산은 미망인과 다섯 명의 아들에게 분할되면서, 조반니에게도 약간만 돌아가게 되었다.
조반니는 그의 가문과 은행에 관련되어 있지 않는 한, 정치에 대해서는 다소 무관심했었다. 피렌체 정부에서 그의 이름이 때때로 물망에 올랐으나, 그는 그곳에서 일하기 보다는 벌금을 내는 걸 택했다. 그렇긴 하더라도 그는 1402년, 1408년, 1411년에 시뇨리아에 프리오리로 근무했었고 1421년에는 법으로 인해 두 달간 곤팔로니에레로 있었다. 1402년에 그는 로렌초 기베리트가 산 조반니 세례당의 정문에 제작한 황동판에 대한 심사 위원 중 한 명으로 선정되기도 했다.
조반니는 피렌체에서 두 개의 양모 작업장을 소유했었고 아르테 델라 라나와 아르테 델 캄비오 두 길드의 일원이기도 하였다. 초기 다국적 기업 회사의 선두 자리에 있던 그의 핵심 경제 관심사인 메디치 은행은 북부 이탈리아 국가들과 그 너머에 도처에 뿌리내렸다. 1414년에 조반니는 교황이 로마로 돌아갈 것으로 기대했었고, 이는 실제로 옳았다. 교황의 지원에 대한 보상으로, 교황은 교황청 재산 관리실의 총감독권을 주었다. 이후로 교황은 메디치 은행을 이용했다. 조반니는 또한 세금 징수 청부권과 많은 명반 광산에 대한 권리로 보답 받았다. 그는 유럽의 가장 부유한 가문 중 하나가 되는 길을 닦았으며, 그로 인해 이후 문화적, 정치적 명성을 향한 본질적인 걸음을 내딛었다. 그가 이것을 위한 토대를 마련한 한 가지 방법은 피카르다 부에리와 혼인하는 것이였는데, 그녀는 오랜세월 명망을 쌓아온 명문가문의 후손이였으며 조반니와의 결혼을 통해서 거액의 지참금을 가지고 오기도 했다.
그가 사망할 당시, 그는 1429년 자신의 세금 보고서에서 볼 수 있듯이 피렌체에서 가장 부유 한 사람 중 한 명이였다. 조반니는 1420년에 두 명의 아들인 코시모와 로렌초에게 은행의 소유권을 주었다. 그는 산 로렌초 성당의 구 성물안치소에 묻혔고 그의 아내도 그녀가 사망한지 4년 후에 함께 묻혔다.

## 대중 매체에서 등장
조반니 데 메디치는 2016년 tv 드라마 메디치: 피렌체의 주인들에서 더스틴 호프먼이 연기했다.

## 자녀
- 코시모 디 조반니 데 메디치
- 다미아노 디 조반니 데 메디치(Damiano di Giovanni de' Medici)
- 로렌초 디 조반니 데 메디치